# Фултон (Південна Дакота)
Фултон (англ. Fulton) — місто (англ. town) в США, в окрузі Генсон штату Південна Дакота. Населення — 87 осіб (2020).

## Географія
Фултон розташований за координатами 43°43′44″ пн. ш. 97°49′21″ зх. д. / 43.72889° пн. ш. 97.82250° зх. д. (43.728830, -97.822628).  За даними Бюро перепису населення США в 2010 році місто мало площу 2,21 км², уся площа — суходіл.

## Демографія
Згідно з переписом 2010 року, у місті мешкала 91 особа в 38 домогосподарствах у складі 26 родин. Густота населення становила 41 особа/км².  Було 44 помешкання (20/км²).
Расовий склад населення:
| - 100,0 % — білих |

До двох чи більше рас належало 0,0 %. Частка іспаномовних становила 0,0 % від усіх жителів.
За віковим діапазоном населення розподілялося таким чином: 27,5 % — особи молодші 18 років, 48,3 % — особи у віці 18—64 років, 24,2 % — особи у віці 65 років та старші. Медіана віку мешканця становила 42,8 року. На 100 осіб жіночої статі у місті припадало 139,5 чоловіків;  на 100 жінок у віці від 18 років та старших — 106,2 чоловіків також старших 18 років.
Середній дохід на одне домашнє господарство  становив 50 375 доларів США (медіана — 45 000), а середній дохід на одну сім'ю — 55 120 доларів (медіана — 42 083). За межею бідності перебувало 2,6 % осіб, у тому числі 0,0 % дітей у віці до 18 років та 11,8 % осіб у віці 65 років та старших.
Цивільне працевлаштоване населення становило 38 осіб. Основні галузі зайнятості: виробництво — 23,7 %, освіта, охорона здоров'я та соціальна допомога — 21,1 %, будівництво — 15,8 %.